# 磯見辰典
磯見 辰典（いそみ たつのり、1928年11月16日 - 2017年12月26日）は、日本の西洋史学者。上智大学名誉教授。

## 概要
名古屋陸軍幼年学校を経て、上智大学文学部史学科卒業。同大学院西洋文化研究科博士課程中退。1953年横浜雙葉学園教諭、1961年上智大学講師、助教授、1965年ベルギー・ルーヴァン・カトリック大学へ留学、教授、1999年定年退職、名誉教授。カトリック教会の信徒である。兄弟に横浜国立大学教育学部名誉教授・磯見昭太郎、愛知県立芸術大学元学長の磯見輝夫。2017年12月26日、 間質性肺炎で死去。89歳。

## 著書
- パリ・コミューン 白水社 1987.10 (ドキュメンタリー・フランス史)
- 鎌倉小町百六番地 かまくら春秋社 2011.11.16

## 編著・共著
- 教会 宗教教科書　教育協議会・上智大学宗教教育研究所共編 エンデルレ書店 1964
- フランス人 三色旗の栄光 橋口倫介共著 さ・え・ら書房 1972 (この民族が歩いた道)
- 日本・ベルギー関係史 黒沢文貴・桜井良樹共著、白水社 1989
- 彷徨 西洋中世世界 南窓社 1996.2

## 翻訳
- フィアンセへの手紙 レオン・ブロア 中央出版社 1957 (ユニヴァーサル文庫)
- ひとり子の心理 C.コンバルジェ、橋口倫介共訳 中央出版社 1960 (心理学叢書）
- 聖書の主要テーマ ボアマール、倉田清・吉田啓太共訳 南窓社 1965 (聖書研究叢書）
- 宗教改革 リシャール・ストフェール 白水社 文庫クセジュ 1970
- 在日十八年：バッソンピエール大使回想録 鹿島研究所出版会 1972
  - ベルギー大使の見た戦前日本：バッソンピエール回想録　講談社学術文庫 2016

著者はアルベール・ド・バッソンピエール Albert de Bassompierre
- われらの青春：ドレフュス事件を生きたひとびと シャルル・ペギー 中央出版社 1976
- 聖バルテルミーの大虐殺 フィリップ・エルランジェ  白水社 1985.11 (ドキュメンタリー・フランス史)
- バルト三国 パスカル・ロロ 白水社 文庫クセジュ 1991.11
- 19世紀初～中期：フランスの歴史をつくった女たち 第9巻 ギー・ブルトン 中央公論社 1995.7